# Nilson Angulo
Nilson David Angulo Ramírez (Quinindé, Esmeraldas, 19 de junio de 2003) es un futbolista ecuatoriano. Juega de mediocampista o extremo y su equipo actual es Royal Sporting Club Anderlecht de la Primera División de Bélgica.

## Trayectoria

### Independiente del Valle
Realizó las divisiones formativas en Independiente del Valle en las categorías sub-12 y sub-14, entre los años 2015 a 2017.

### C. S. Norte América
Inició su carrera como profesional en la sub-20 del Club Sport Norte América de la Segunda Categoría de Ecuador.

### Liga Deportiva Universitaria
A comienzos del 2020 sería contratado por Liga Deportiva Universitaria y se mantendría jugando en las inferiores del cuadro albo, especialmente en la sub-20. En agosto de 2020 fue fichado por Atlético Kin en condición de préstamo, con el cual tendría un breve paso hasta finales del año y después volvería a Liga Deportiva Universitaria.
En julio de 2021 sería promovido al primer equipo y debutaría el 23 de junio en la goleada 4-2 frente al Delfín Sporting Club, correspondiente a la semifinal de la Supercopa de Ecuador 2021. El 26 de junio sería campeón de la Supercopa de Ecuador 2021 después de que Liga venciera 1-0 en la final a Barcelona Sporting Club, esto a pesar de ser suplente en todo el partido.
Marcó su primer gol el 3 de agosto de 2021 en la victoria 3-1 frente a Guayaquil City. Sus buenas actuaciones ese año lo llevaron a ganar el premio a "jugador revelación de la temporada", distinción otorgada por la LigaPro. En 2022 sería uno de los titulares del equipo, marcando varios goles importantes en el torneo nacional como en la Copa Sudamericana; a mitad de temporada se concretaría su transferencia al fútbol belga.

### R. S. C. Anderlecht
El 16 de junio de 2022, Liga anuncia la transferencia al Royal Sporting Club Anderlecht de la Primera División de Bélgica por el 70% de los derechos deportivos del jugador.

## Selección nacional
Sus buenas actuaciones con el conjunto albo le sirvieron para ser convocado a la selección absoluta de Ecuador para un encuentro amistoso frente a México. Debutaría el 27 de octubre en aquel partido empezando como titular. El encuentro terminó 2-3 favorable para Ecuador.
El 9 de mayo de 2023 fue convocado para la Copa Mundial de Fútbol Sub-20 de 2023.

### Categorías inferiores

#### Participaciones en Copas del Mundo
| Campeonato                  | Sede      | Resultado        | Partidos | Goles |
| --------------------------- | --------- | ---------------- | -------- | ----- |
| Copa Mundial Sub-20 de 2023 | Argentina | Octavos de final | 4        | 0     |

### Selección absoluta
Fue convocado por Sebastián Beccacece a la selección absoluta para disputar la doble fecha de las eliminatorias para el Mundial de Canadá, Estados Unidos y México 2026 de septiembre de 2024 ante Brasil y Perú.

#### Participaciones en eliminatorias mundialistas
| Mundial            | Sede            | Resultado   | Partidos | Goles |
| ------------------ | --------------- | ----------- | -------- | ----- |
| Eliminatorias 2026 | América del Sur | Clasificado | 2        | 0     |

### Partidos internacionales
Actualizado al último partido jugado el 10 de junio de 2025.
| \| N.° \| Fecha \| Ciudad \| Rival \| Resultado \| Resultado \| Competencia \| \| --- \| ------------------------ \| ---------- \| -------------- \| --------- \| --------- \| ----------------------------- \| \| 1. \| 27 de octubre de 2021 \| Charlotte \| México \| 3-2 \| Victoria \| Amistoso \| \| 2. \| 23 de septiembre de 2022 \| Murcia \| Arabia Saudita \| 0-0 \| Empate \| Amistoso \| \| 3. \| 27 de septiembre de 2022 \| Düsseldorf \| Japón \| 0-0 \| Empate \| Amistoso \| \| 4. \| 12 de junio de 2024 \| Chester \| Bolivia \| 3-1 \| Victoria \| Amistoso \| \| 5. \| 5 de junio de 2025 \| Guayaquil \| Brasil \| 0-0 \| Empate \| Eliminatorias al Mundial 2026 \| \| 6. \| 10 de junio de 2025 \| Lima \| Perú \| 0-0 \| Empate \| Eliminatorias al Mundial 2026 \| |                          |            |                |           |           |                               |
| N.° | Fecha                    | Ciudad     | Rival          | Resultado | Resultado | Competencia                   |
| 1. | 27 de octubre de 2021    | Charlotte  | México         | 3-2       | Victoria  | Amistoso                      |
| 2. | 23 de septiembre de 2022 | Murcia     | Arabia Saudita | 0-0       | Empate    | Amistoso                      |
| 3. | 27 de septiembre de 2022 | Düsseldorf | Japón          | 0-0       | Empate    | Amistoso                      |
| 4. | 12 de junio de 2024      | Chester    | Bolivia        | 3-1       | Victoria  | Amistoso                      |
| 5. | 5 de junio de 2025       | Guayaquil  | Brasil         | 0-0       | Empate    | Eliminatorias al Mundial 2026 |
| 6. | 10 de junio de 2025      | Lima       | Perú           | 0-0       | Empate    | Eliminatorias al Mundial 2026 |

## Estadísticas

### Clubes
Actualizado al último partido jugado el 18 de agosto de 2025.
| Club                                   | Div.          | Temporada     | Liga  | Liga  | Copas nacionales | Copas nacionales | Copas internacionales | Copas internacionales | Total | Total | Total  |
| Club                                   | Div.          | Temporada     | Part. | Goles | Part.            | Goles            | Part.                 | Goles                 | Part. | Goles | Asist. |
| -------------------------------------- | ------------- | ------------- | ----- | ----- | ---------------- | ---------------- | --------------------- | --------------------- | ----- | ----- | ------ |
| C. S. Norte América · Ecuador          | 3.ª           | 2019          | 3     | 0     | —                | —                | —                     | —                     | 3     | 0     | 0      |
| C. S. Norte América · Ecuador          | Total club    | Total club    | 3     | 0     | 0                | 0                | 0                     | 0                     | 3     | 0     | 0      |
| Atlético Kin · Ecuador                 | 3.ª           | 2020          | 6     | 0     | —                | —                | —                     | —                     | 6     | 0     | 0      |
| Atlético Kin · Ecuador                 | Total club    | Total club    | 6     | 0     | 0                | 0                | 0                     | 0                     | 6     | 0     | 0      |
| Liga Deportiva Universitaria · Ecuador | 1.ª           | 2020          | —     | —     | —                | —                | —                     | —                     | 0     | 0     | 0      |
| Liga Deportiva Universitaria · Ecuador | 1.ª           | 2021          | 11    | 1     | 1                | 0                | 1                     | 0                     | 13    | 1     | 1      |
| Liga Deportiva Universitaria · Ecuador | 1.ª           | 2022          | 13    | 2     | 1                | 1                | 8                     | 3                     | 22    | 6     | 4      |
| Liga Deportiva Universitaria · Ecuador | Total club    | Total club    | 24    | 3     | 2                | 1                | 9                     | 3                     | 35    | 7     | 5      |
| RSCA Futures · Bélgica                 | 2.ª           | 2022-23       | 11    | 2     | —                | —                | —                     | —                     | 11    | 2     | 0      |
| RSCA Futures · Bélgica                 | 2.ª           | 2023-24       | 15    | 5     | —                | —                | —                     | —                     | 15    | 5     | 1      |
| RSCA Futures · Bélgica                 | 2.ª           | 2024-25       | 4     | 2     | —                | —                | —                     | —                     | 4     | 2     | 1      |
| RSCA Futures · Bélgica                 | Total club    | Total club    | 30    | 9     | 0                | 0                | 0                     | 0                     | 30    | 9     | 2      |
| R. S. C. Anderlecht · Bélgica          | 1.ª           | 2022-23       | 6     | 0     | 1                | 0                | 4                     | 0                     | 11    | 0     | 0      |
| R. S. C. Anderlecht · Bélgica          | 1.ª           | 2023-24       | 14    | 1     | 0                | 0                | 0                     | 0                     | 14    | 1     | 0      |
| R. S. C. Anderlecht · Bélgica          | 1.ª           | 2024-25       | 29    | 1     | 2                | 0                | 8                     | 1                     | 39    | 2     | 3      |
| R. S. C. Anderlecht · Bélgica          | 1.ª           | 2025-26       | 4     | 1     | 0                | 0                | 3                     | 1                     | 7     | 2     | 3      |
| R. S. C. Anderlecht · Bélgica          | Total club    | Total club    | 53    | 3     | 3                | 0                | 15                    | 2                     | 71    | 5     | 6      |
| Total carrera                          | Total carrera | Total carrera | 116   | 15    | 5                | 1                | 24                    | 5                     | 145   | 21    | 13     |
| 1. 2.                                  |               |               |       |       |                  |                  |                       |                       |       |       |        |

### Selección
Actualizado al último partido disputado el 10 de junio de 2025.
| Selección       | Año             | Amistosos | Amistosos | Amistosos | Continental | Continental | Continental | Mundial | Mundial | Mundial | Total | Total | Total  | Media goleadora |
| Selección       | Año             | Part.     | Goles     | Asist.    | Part.       | Goles       | Asist.      | Part.   | Goles   | Asist.  | Part. | Goles | Asist. | Media goleadora |
| --------------- | --------------- | --------- | --------- | --------- | ----------- | ----------- | ----------- | ------- | ------- | ------- | ----- | ----- | ------ | --------------- |
| Sub-20          | 2023            | —         | —         | —         | —           | —           | —           | 4       | 0       | 3       | 4     | 0     | 3      | 0               |
| Absoluta        | 2021            | 1         | 0         | 0         | —           | —           | —           | —       | —       | —       | 1     | 0     | 0      | 0               |
| Absoluta        | 2022            | 2         | 0         | 0         | —           | —           | —           | —       | —       | —       | 2     | 0     | 0      | 0               |
| Absoluta        | 2024            | 1         | 0         | 0         | 0           | 0           | 0           | —       | —       | —       | 1     | 0     | 0      | 0               |
| Absoluta        | 2025            | 0         | 0         | 0         | 2           | 0           | 0           | —       | —       | —       | 2     | 0     | 0      | 0               |
| Absoluta        | Total           | 4         | 0         | 0         | 2           | 0           | 0           | 0       | 0       | 0       | 6     | 0     | 0      | 0               |
| Total selección | Total selección | 4         | 0         | 0         | 2           | 0           | 0           | 4       | 0       | 3       | 10    | 0     | 3      | 0               |
| 1. 2.           |                 |           |           |           |             |             |             |         |         |         |       |       |        |                 |

## Palmarés

### Campeonatos nacionales
| Título               | Club                         | País    | Año  |
| -------------------- | ---------------------------- | ------- | ---- |
| Supercopa de Ecuador | Liga Deportiva Universitaria | Ecuador | 2021 |

### Distinciones individuales
| Distinción                       | Año  |
| -------------------------------- | ---- |
| Jugador revelación de la LigaPro | 2021 |